# Едмънтън Ойлърс
„Едмънтън Ойлърс“ е отбор от НХЛ в гр. Едмънтън, провинция Алберта, Канада.
Състезава се в Западната конференция, Северозападна дивизия.